# Vejvanov
Vejvanov (deutsch Wejwanow) ist eine Gemeinde mit 239 Einwohnern (Stand: 1. Januar 2023) in Tschechien. Sie liegt vier Kilometer nordöstlich von Radnice im Radnitzer Bergland und gehört zum Okres Rokycany. Die Katasterfläche beträgt 785 ha.

## Geographie
Der Ort befindet sich in 456 m ü. M. im Tal des Vejvanovský potok am Nordrand des Radnitzer Berglandes. Nach Süden schließen sich ausdehnte Waldgebiete an, in denen die Babská skála (512 m) und der Bechlov (599 m) liegen. Durch Vejvanov führt die Staatsstraße 233 zwischen Břasy und Rakovník.
Nachbarorte sind Hlohovice im Norden, Hlohovičky und Bílá Skála im Nordosten, Biskoupky und Sebečice im Osten, Pajzov im Süden, Chomle im Westen sowie Mostiště im Nordwesten.

## Geschichte
Die erste schriftliche Erwähnung des Dorfes stammt von 1379, als Jindřich von Vejvanov den Ort aus der Herrschaft Kralovice auskaufte. Bis zur Entdeckung der Steinkohlenlagerstätte war Vejvanov ein unbedeutendes Bauerndorf in der Herrschaft Radnice. Im 19. Jahrhundert entstand eine Vielzahl von Zechen im Revier Chomle-Vejvanov, die den Charakter des Dorfes wandelten.

## Sehenswürdigkeiten
- Acht Gehöfte in Schrotholzbauweise, die unter Denkmalschutz stehen
- Kapelle
- Kriegerdenkmal